# Bágyogszovát
Bágyogszovát è un comune di 1 339 abitanti situato nella contea di Győr-Moson-Sopron, nell'Ungheria nordoccidentale.